# 张杰 (穆斯林社会活动家)
张杰（1917年—1987年10月15日），原名玉珍，又名恩科，经名穆罕默德·阿里，男，回族，河北沧县人，中华人民共和国穆斯林社会活动家、回族教育工作者，中国伊斯兰教协会主任、顾问。

## 生平
1917年，张杰生于河北沧县一个农民家庭。1931年九一八事变后，在就读的沧县一区第二完全小学与师生们从事抗日救亡活动。1933年，任该校支干会干事暨反帝大同盟小组长。1935年小学毕业后，进入沧县清真北大寺担任“海里凡”，学习伊斯兰教经典，并自学中学课程，还参加革命活动。1937年抗日战争全面爆发后，赴延安从事伊斯兰教工作及抗日救亡活动。1938年春，到甘肃省榆中县担任朱家沟回民小学校长，向回汉群众宣传中国共产党的抗日主张，发展抗日组织。不久，与当地穆斯林共同组成县回民教育促进会，并任主任委员。1941年春，到徽县工作，为陇南地区培养出一批回族、汉族干部。
因工作成绩突出，1941年底奉调回延安，先在民族学院担任班主任，参加整风运动之后任陕甘宁边区回民救国协会代主任。1945年7月11日，任延安清真寺副教长。早在1940年，西北工作委员会拟定的《关于回回民族的提纲》经毛泽东批示“中央书记处原则通过”。该《提纲》提出了对伊斯兰教要“尊重、保护”的政策。同年9月，延安清真寺在城北文化沟桃花岭完工并投入使用，该寺大门是用一座明代石牌坊改建而成，毛泽东亲自为该寺题写的“清真寺”三字刻在石牌坊正面。清真寺落成后，成为延安回族穆斯林礼拜和集会场所，举行过陕甘宁边区回民第一次代表大会及马本斋的追悼会。
1945年日本投降后，张杰以晋察冀边区回民联合会委员的身份接管了张家口私立回民中学，后来该校和其他学校在1946年9月迁到平山老根据地，经改建成立晋察冀边区联合中学（简称“联中”），他曾任教导主任。1947年中国人民解放军攻克石家庄后,“联中”迁至石家庄与晋察冀豫行知中学合并成华北育才中学，张杰任校长办公室主任。1949年北平和平解放后，育才中学与北京师范大学附属中学合并，他任师大附中副校长。1950年春，代表教育工会参加中国工会代表团，出席了在北京举行的亚澳工会会议。
不久，张杰调任西北军政委员会民族事务委员会民族处处长，参与处理平凉事件的善后工作，促进民族团结。此后又参与调解甘青交界地区藏族部落草山纠纷，使双方达成和解协议，并将该草山称作“团结山”。他还参加了临夏民族地区的土地改革运动，执行“慎重稳进”方针，动员流散的穆斯林群众回乡开展生产，并妥善处理了宗教上层人士的土地财产问题。
1952年，张杰返回北京，与中国伊斯兰教界知名人士发起筹建中国伊斯兰教协会。自此开始负责全国伊斯兰教工作。1952年7月27日选举产生40人组成的中国伊协筹备委员会，张杰任副秘书长。1953年5月11日，中国伊协在北京成立，张杰成为中国伊协第一任秘书长。他主持召开过四次全国伊斯兰教代表会议，协助各地方成立省、自治区、直辖市伊协组织，并多次到地方视察民族宗教工作，向上级部门反映情况，协助政府贯彻宗教信仰自由政策和民族政策。当时在“左”的思想下，出现了不少违反民族宗教政策的做法，张杰对此很不赞同，即便在“文革”中被打成“走资派”、“黑店大老板”，也未改变他的观点。
中共十一届三中全会后，张杰拥护中国共产党“实事求是”的方针政策，为恢复和落实中国共产党的宗教信仰自由政策又做出了贡献。自1950年代起，张杰先后担任了中国伊协三届秘书长（任职时间因受“文革”影响而达27年）、两届副主任（兼秘书长）、一届主任（1987年后中国伊协主任改称会长），先后主持中国伊协工作34年，此后担任顾问。他连续当选全国人民代表大会第三、四、五、六届代表，并当选为第六届全国人大常委会委员、全国人大民族委员会委员。第六届全国人大期间，已患重病的张杰仍每年到穆斯林聚居地区视察工作，了解民情。
1987年10月15日，张杰在北京友谊医院归真，享年70岁。10月17日，遗体告别仪式在中国伊协礼堂举行，中央领导习仲勋、田纪云、陈丕显、刘澜涛、王任重、阿沛·阿旺晋美、杨静仁、包尔汉以及张杰生前友好300多人参加了遗体告别仪式。遗体告别仪式结束后，千余名穆斯林为张杰举行了殡礼“站者那则”。殡礼结束后，遗体安葬在西北旺回民公墓。